# Mihail Formuzal
Mihail Formuzal (ur. 7 września 1959 w Beșghioz) – mołdawski polityk pochodzenia gagauskiego. 

## Wykształcenie
Uczęszczał do liceum w Beșghioz. W 1977 został powołany do służby wojskowej w marynarce wojennej. W 1979 wstąpił do Wyższej Szkoły Oficerskiej Artylerii im. Michaiła Frunzego w Odessie. W 1983 ukończył szkołę i do 1994 pełnił służbę wojskową. W 1995 rozpoczął studia na Akademii Administracji Publicznej Rządu Republiki Mołdawii, które ukończył w 1998.  

## Polityka
Od 1995 pełnił funkcję wiceburmistrza Ceadîr-Lunga, natomiast w 1999 oraz ponownie w 2003 został wybrany na burmistrza miejscowości. 17 grudnia 2006 wygrał wybory na baszkana Terytorium Autonomicznego Gagauzji, zdobywając wówczas 56.23% (32 890) głosów. W wyborach 26 grudnia 2010 uzyskał reelekcję otrzymując 51.38% (31 576) głosów. W kolejnych wyborach 23 marca 2015 przegrał z Iriną Vlah.